# Stade Paul-Lignon
El Stade Paul-Lignon es un estadio de fútbol ubicado en la ciudad de Rodez, departamento de Aveyron en la Región de Occitania, Francia. El estadio fue construido poco después de la Segunda Guerra Mundial y posee una capacidad para 5.955 personas. Es el estadio local del club de fútbol Rodez Aveyron Football y del club de rugby Stade Rodez Aveyron.
El equipo de rugby celebró sus primeros éxitos en el estadio. En los años 70, el Stade Rodez Aveyron se proclamó dos veces campeón de la Fédérale 2; la cuarta liga francesa de rugby más alta de la actualidad. En 1987, Rodez AF ascendió a la División 2 y, como equipo de segunda división, llegó a las semifinales de la Copa de Francia de 1991. En el camino, Rodez derrotó en su casa a los entonces clubes de Primera División FC Metz y FC Sochaux. Fue solo en las semifinales que perdieron 4-1 a domicilio ante el Olympique de Marsella.
En 2009, el equipo alcanzó los cuartos de final de la copa como equipo de tercera división. En los octavos de final, Rodez venció como local al Paris Saint-Germain 3-1. 
Desde 2019, con el ascenso del Rodez Aveyron Football a la Ligue 2, el estadio ha estado en renovación de manera de poder albergar a 9.000 espectadores para 2024, y poder de esta manera cumplir con los estándares profesionales de la Federación Francesa de Fútbol (FFF) y de la Ligue de Football Professionnel (LFP).